# Bettie I. Alfred
Bettie I. Alfred (bürgerlicher Name: Iris Andrea Niedermeyer, * 20. September 1972 in Mainz) ist eine deutsche Schriftstellerin, Hörspielautorin, -regisseurin, -produzentin und -sprecherin.

## Leben
Bettie I. Alfred wurde 1972 als zweite Tochter einer Malerin und eines Studienrats in Mainz geboren. Sie wuchs zunächst in einem Dorf in Rheinland-Pfalz auf und zog im Alter von 10 Jahren nach West-Berlin. Dort besuchte sie ein musisches Gymnasium und erlangte die mittlere Reife. Anschließend absolvierte sie eine pädagogische Ausbildung. Durch ihre Arbeit mit Flüchtlingskindern kam es in den 1990er Jahren zu mehreren Aufführungen in Berliner Wohnheimen und davon beeinflusst begann sie eine Schauspielausbildung. Gleichzeitig schrieb sie Prosa und trat in den 2000er Jahren auf Lesebühnen auf. Später zog sie sich von der Bühne zurück und arbeitete an einem (bisher unveröffentlichten) Roman. Seit 2017 ist sie in der Produktion von Hörspielen tätig, die sie schreibt, inszeniert, einspricht und komponiert. 2021 wurde sie durch ein Stipendium der Akademie der Künste im Bereich Hörspiel gefördert und konnte ihren ersten Roman abschließen. 2023 erschien ihre Kurztextesammlung Sehnsucht-Einseitiges im onomato Verlag. Sie lebt und arbeitet in Berlin.

## Hörspiele
- 2018: Das Leben - Ein Fest, Regie: die Autorin, Erstsendung: 12. Oktober 2018 MDR Kultur
- 2019: Reisewut, Regie und Rolle des Kindes: die Autorin, Erstsendung: 19. September 2019 rbbKultur
- 2020: Zauderwut, Regie: die Autorin, Erstsendung: 18. Dezember 2020 rbbKultur
- 2021: Scheinwut, Regie: die Autorin, Erstsendung: 18. März 2021 SWR2
- 2022: Aus dem Hohlraum. 8 Szenen einer Ehe. Ein düster groteskes Kammernhörspiel, Regie: die Autorin, Erstsendung: 31. Juli 2022 SWR2[4]
- 2023: Meerkatzer – Oder der Kran übers Haus, Ein schriftstellerisches Sehnsuchtshörspiel, Regie: die Autorin, Erstsendung: 19. Februar 2023 SWR2[5]
- 2024: „Ihre Stelle ist gesichert“ von Jens Nielsen, Ein Triptychon zum Thema „Arbeit“, Regie: Bettie I. Alfred, Susanne Janson und Henri Hüster. Erstsendung: 23. März 2024 SRF[6].
- 2024: Die trübe Brühe Leben oder Die Sehnsucht nach der ewigen Wiese von Bettie I. Alfred. Ein grotesk-psychodramatisches-SciFi-Hörspiel in Schwarzweiss. Text, Regie, Tontechnik, Sounds und Gitarrenimprovisation: Bettie I. Alfred - Autorinnen-Produktion, Balkonstudio 2024. Erstsendung: 7.9.2024 SRF 2 Kultur[7]
- 2025: Was glauben, Regie: die Autorin, Erstsendung: 19.04.2025 SRF 2[8] dazu ein Vorgeplänkel als Bonustrack[9]
- 2025: Die Angestellten von Olga Ravn, Regie: Henri Hüster, mit: Raha Emami Khansari, Edith Saldanha, Iris Niedermeyer, Sebastian Hufschmidt, Gabriel Schneider, Jeanette Spassova, Taner Şahintürk, Benny Claessens, Angela Winkler, Mateja Meded, Deutschlandfunk Kultur 2025. Erstsendung: 12.4.2025 Deutschlandfunk[10]

## Publikationen (Auswahl)
- Sehnsucht: Einseitiges. 1. Auflage. Onomato Verlag, Schwalmtal 2023, ISBN 978-3-949899-13-3.

## Preise
- Bestes Langhörspiel für Das Leben ein Fest beim 16. Leipziger Hörspielsommer 2018[11]
- Hörspiel des Monats Dezember 2020 für Zauderwut[12][13]